# Édifice Eccles
L'édifice Marriner S. Eccles du Conseil de la Réserve Fédérale   abrite les principaux bureaux du Conseil des gouverneurs du système fédéral de réserve. Il est situé sur 20th Street et Constitution Avenue, NW, à Washington. Le bâtiment, conçu dans le style classicisme dépouillé, a été conçu par Paul Philippe Cret et fut achevé en 1937. Le président Franklin Delano Roosevelt inaugura le bâtiment le 20 octobre de la même année. 
Le bâtiment a été nommé en l'honneur de Marriner Eccles (1890-1977), président de la Réserve fédérale (en)  sous la présidence de Roosevelt, par une loi du Congrès le 15 octobre 1982. Auparavant, la dénomination de « Réserve fédérale » était employée pour désigner l'édifice.